# Elia Millosevich
| Planetoida      | Data odkrycia  |
| --------------- | -------------- |
| (303) Josephina | 12 lutego 1891 |
| (306) Unitas    | 1 marca 1891   |

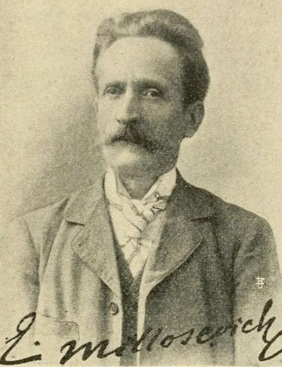
Elia Millosevich

Elia Filippo Francesco Giuseppe Maria Millosevich (ur. 5 września 1848 w Wenecji, zm. 5 grudnia 1919 w Rzymie) – astronom włoski.
Był profesorem astronomii Istituto Nautico w Wenecji, także kierował obserwatorium przy Uniwersytecie Papieskim w Rzymie. Zajmował się badaniem trajektorii komet i planetoid, w tym Erosa. W 1891 odkrył planetoidy (303) Josephina i (306) Unitas.
Planetoida (69961) Millosevich została nazwana jego imieniem.